# Mockingbird Don't Sing
Mockingbird Don't Sing är en amerikansk dramafilm från 2001, regisserad av Harry Bromley Davenport. Filmen är baserad på det verkliga fallet med Genie Wiley, ett barn som utsattes för extrem försummelse och isolering, vilket ledde till ett banbrytande fall inom psykologisk och lingvistisk forskning. Filmen ger en dramatisk skildring av de etiska och personliga konflikterna kring Genies fall.

## Handling
Historien utspelar sig i Kalifornien under 1970-talet och följer en ung flicka som upptäcks efter att ha hållits isolerad och misshandlad av sina föräldrar i nästan hela sitt liv. När hon befrias vid 13 års ålder saknar hon nästan helt språkliga och sociala färdigheter. Hon tas om hand av socialarbetare och forskare som försöker rehabilitera henne och studera hennes utveckling, men deras ambitioner leder ofta till konflikter och etiska dilemman.
Filmen belyser de psykologiska och vetenskapliga aspekterna av hennes rehabilitering, inklusive de kontroversiella metoder som används av forskarna. Samtidigt skildrar den också flickans känslomässiga kamp och svårigheterna med att navigera i en värld som hon knappt förstår.

## Rollista
- Melissa Errico som Sandra Tannen, en socialarbetare och en av flickans främsta vårdnadshavare.
- Joe Regalbuto som Dr. Norm, en forskare som leder de psykologiska studierna av flickan.
- Michael Lerner som Dr. Stan, en lingvist som försöker förstå hur flickans språkförmåga kan utvecklas.
- Sean Young som Dr. Judy, en vårdgivare som utvecklar ett personligt band till flickan.

## Tematik och mottagande
Mockingbird Don't Sing undersöker teman som mänsklig anpassning, vetenskapliga gränser och etiska frågor kring forskning på sårbara individer. Filmen fick blandade recensioner. Kritiker berömde dess känslomässiga intensitet och skådespelarnas insatser, men vissa kritiserade den för att förenkla de komplexa och kontroversiella frågorna i det verkliga fallet.

## Bakgrund och kontext
Filmen är inspirerad av det verkliga fallet med Genie Wiley, ett barn som upptäcktes i Kalifornien 1970 efter att ha levt isolerad i nästan hela sitt liv. Genies fall blev ett centralt exempel inom forskning om språkutveckling och rehabilitering efter trauma, men också en varning för hur vetenskaplig ambition kan kollidera med individens välbefinnande.
Trots att filmen dramatiserar händelserna, ger den en inblick i de utmaningar och etiska frågor som omger fallet. Genies historia fortsätter att fascinera och väcka debatt inom forskning och populärkultur.